# ليندو
ليندو (مارك) (بالألمانية: Lindow) هي مدينة و بلدة ألمانية تقع في ألمانيا في براندنبورغ.  يقدر عدد سكانها بـ 3,243 نسمة .

## المدن التوأمة
مدن هارفلور و Březnice هي مدن توأمة لـليندو (مارك).